# Karská vrata
Karská vrata (rusky Карские Ворота) je průliv, který odděluje novozemský Jižní ostrov od jihovýchodně položeného ostrova Vajgač. Propojuje Pečorské a Karské moře. Zejména v dřívějších dobách byl významnou součástí vodní cesty kolem severního pobřeží Ruska. Část roku je zamrzlý. Průliv je okolo 45 km široký a 33 km dlouhý, jeho maximální hloubka je 52 m.